# Пустой человек
«Пустой человек» (англ. The Empty Man) — фильм ужасов 2020 года, режиссёра и сценариста Дэвида Прайора, основанный на одноимённой серии комиксов издательства Boom! Studios за авторством Каллена Банна и Ванесы Р. Дель Рей.
Фильм был снят ещё в августе 2017 года, но вышел в кинотеатрах США только 23 октября 2020 года. Дистрибьютером выступила студия Walt Disney Studios Motion Pictures. Он получил неоднозначную оценку как критиков, так и публики.

## Сюжет
Четверо американских туристов в 1995 году путешествуют по горам Бутана. Один из них провалился в пещеру и вскоре впал в оцепенение. Его товарищей постигнет печальная участь. Бывший полицейский Джеймс Ласомбра в 2018 году в штате Миссури тяжело переживает гибель жены и маленького сына. Он берётся за поиски пропавшей старшеклассницы Аманды. Ему удаётся узнать, что недавно она с друзьями исполнила на мосту ритуал, призывающий пустого человека. Никто не верит в эту городскую легенду. Однако вскоре Джеймс обнаруживает тела друзей Аманды под тем самым мостом, а сама девушка оказывается как-то связана с загадочным культом.

## В ролях
- Джеймс Бэдж Дейл — Джеймс Ласомбра
- Марин Айрленд — Нора Куэл
- Стивен Рут — Артур Парсонс
- Рон Канада — детектив Вильерс
- Роберт Арамайо — Гарретт
- Джоэл Кортни— Брэндон Мэйбум
- Саша Фролова — Аманда Куэл
- Саманта Логан — Давара Уолш
- Эван Джонигкейт — Грег
- Таня ван Граан — Эллисон Ласомбра
- Роберт Куттс — Пустой человек

## Производство

### Разработка
9 февраля 2016 года стало известно, что компания 20th Century Fox приобрела права на экранизацию графического романа The Empty Man созданного Boom! Studios и пригласила Дэвида Прайора, в качестве сценариста и режиссёра.

### Съёмки
Съёмки фильма начались 31 августа 2017 года в Эдуардсвилле, Иллинойс, где проводились в здании суда округа Мэдисон. Съёмки также проходили на мосту «Chain of Rocks Bridge».

## Выпуск
Фильм вышел в прокат 23 октября 2020 года. Первоначально премьера должна была состоятся 7 августа 2020 года, но была отложена до 4 декабря из-за пандемии COVID-19, прежде чем заняла дату перенесённого фильма «Смерть на Ниле».

## Приём критиков

### Кассовые сборы
Фильм собрал 1 300 000 доллара в 2 027 кинотеатров и в первые выходные занял четвёртое место в прокате. Фильм упал на 57 % и заработал за второй уик-энд до 561 000 долларов, затем ещё 294 350 долларов за третий.

### Приём критиков
Фильм заранее не показывали критикам. На сайте Rotten Tomatoes, фильм имеет рейтинг 45 % на основе 11 рецензий со средним рейтингом 4,7 / 10. Аудитория, опрошенная CinemaScore, поставила фильму среднюю оценку «D +» по шкале от A + до F. Критика была направлена на сценарий, сюжет, персонажей и хронометраж.
Барри Герц из Globe and Mail дал фильму 2/4, написав: «Продюсеры не могли бы выбрать лучшее название. После того, как я покинул пятничный просмотр, на котором присутствовало ещё двое уважаемых людей, я был весьма не впечатлён. Пусто, можно сказать».